# The Aztec Treasure
The Aztec Treasure è un cortometraggio muto del 1914 di Webster Cullison. Prodotto dalla Eclair American, il film aveva come interpreti Robert Frazer, Edna Payne, Fred Hearn, Norbert A. Myles, Will E. Sheerer.

## Trama
Miguel Perez, il governatore della provincia, opprime gli abitanti di Mescalito, portando alla fame i peones resi schiavi per lavorare nelle sue miniere. La figlia del loro capo, Juan Icaze, suscita il desiderio di Perez che vuole averla. Ma viene distolto dalla rivolta che serpeggia tra gli abitanti, guidati da uno yankee, Dick Henshaw, che viene catturato. Prima della sua esecuzione, Henshaw riesce però a fuggire insieme a Icaze e a sua figlia Dolores. Perez, furioso, manda i peones - con la scusa che non hanno pagato le tasse - a lavorare nelle miniere di sale, destinandoli in questo modo a morte certa. Icaze, però, ha un segreto: ha trovato in un luogo che conosce solo lui un tesoro sepolto molti secoli prima, una ricchezza enorme che vuole usare solo come ultima risorsa. Con parte del tesoro paga le tasse arretrate per rendere la libertà ai suoi uomini. Perez, volendo impossessarsi del tesoro, prende prigioniero Icaze e lo tortura per farlo parlare. Rendendosi conto del pericolo che corre suo padre, Dolores, insieme a Henshaw, fomenta la rivolta. I ribelli riescono a entrare nel castello dov'è asserragliato il governatore, per scoprire che questi è fuggito e che Icaze, ormai, è morto e il segreto del tesoro è morto con lui.

Tornato a palazzo per riprendere il comando, Perez è ossessionato dal desiderio di rivalsa nei confronti di Henshaw ma anche dalla sua passione per Dolores. Quando riesce a riaverli ambedue nelle sue mani, propone alla donna che salverà la vita dello yankee se lei cederà alle sue voglie. Troppo orgogliosa per accettare quel patto, Dolores lo respinge e, insieme a Dick, si avvia verso il plotone di esecuzione. I soldati, però, si rivoltano contro il governatore che, nel fuggire, finisce dentro una botola che lo porterà fino alla stanza dove si cela l'immenso tesoro. Ma non riuscirà a goderne perché morirà morso da una vipera. Henshaw ne scoprirà il cadavere circondato da tutto quell'oro. La pace torna a Mescalito: Henshaw viene nominato governatore generale, sposa Dolores e usa il tesoro per migliorare le condizioni di vita del paese e dei suoi abitanti.

## Produzione
Prodotto dalla Eclair American, il film venne girato a Tucson in Arizona.

## Distribuzione
Il film - un cortometraggio in due bobine - uscì nelle sale cinematografiche statunitensi il 23 settembre 1914, distribuito dall'Universal Film Manufacturing Company.